# Javaanse ralreiger
De Javaanse ralreiger (Ardeola speciosa) is een vogel uit de familie van de reigers.

## Beschrijving

### Kenmerken
De Javaanse ralreiger is een kleine, gedrongen reiger met een lichaamslengte van maximaal 45 centimeter. In het winterkleed is de kop olijf- en geelbruin gestreept. De snavel is geel met een grijze schakering op de bovenzijde en een blauw getinte basis. De rug is dofbruin, de staart en vleugels zijn wit. De poten zijn licht geelgroen. Over het geheel genomen is de vogel te vergelijken met de Chinese en Indische ralreiger. In de paringstijd is de vogel in broedkleed met een goudgele kop, nek en kuif en twee lange, witte sierveren. Aan de basis van de nek vormen rode veren een kraag en lange, leisteengrijze rugveren rijken tot de staart. Er is geen verschil in verenkleed tussen mannetjes en vrouwtjes. Jongen lijken op de volwassen vogels in winterkleed.
De ondersoort Ardeola speciosa continentalis heeft langere vleugels en een langere snavel dan de nominaat (Ardeola speciosa speciosa).

### Gedrag
De Javaanse ralreiger broedt van juni tot september. Hij broedt in kleine kolonies, vaak samen met andere reigersoorten. Hij wordt beschouwd als trekvogel. Hij voedt zich met kleine vissen, schaaldieren en insecten. Om deze te vangen loert hij nagenoeg onbeweeglijk, om vervolgens snel met de snavel toe te slaan.

## Verspreiding en habitat
De Javaanse ralreiger komt voor in Mangroven en broeken in Zuidoost-Azië. De nominaat leeft in Indonesië, met name op Bali en Java, maar is ook af en toe te vinden in de Filipijnen. A. s. continentalis komt voor in Centraal-Thailand, Myanmar, Zuid-Vietnam en Cambodja.
De soort telt twee ondersoorten:
- A. s. continentalis: van centraal Thailand tot zuidelijk Indochina.
- A. s. speciosa: westelijk en centraal Indonesië en de Filipijnen.

## Status
De Javaanse ralreiger heeft een groot verspreidingsgebied en daardoor alleen al is de kans op uitsterven uiterst gering. De grootte van de populatie wordt geschat op 10.000-100.000 individuen. Er zijn geen cijfers over trends, maar er is geen aanleiding te veronderstellen dat de soort in aantal achteruit gaat. Om deze redenen staat deze ralreiger als niet bedreigd op de Rode Lijst van de IUCN.